# Paraptychodes costimaculata
Paraptychodes costimaculata là một loài bướm đêm trong họ Geometridae.